# Schrattenbach (Dietmannsried)
Schrattenbach is een plaats in de Duitse gemeente Dietmannsried, deelstaat Beieren, en telt 1001 inwoners (2005).